# 栃木県道108号益子停車場線

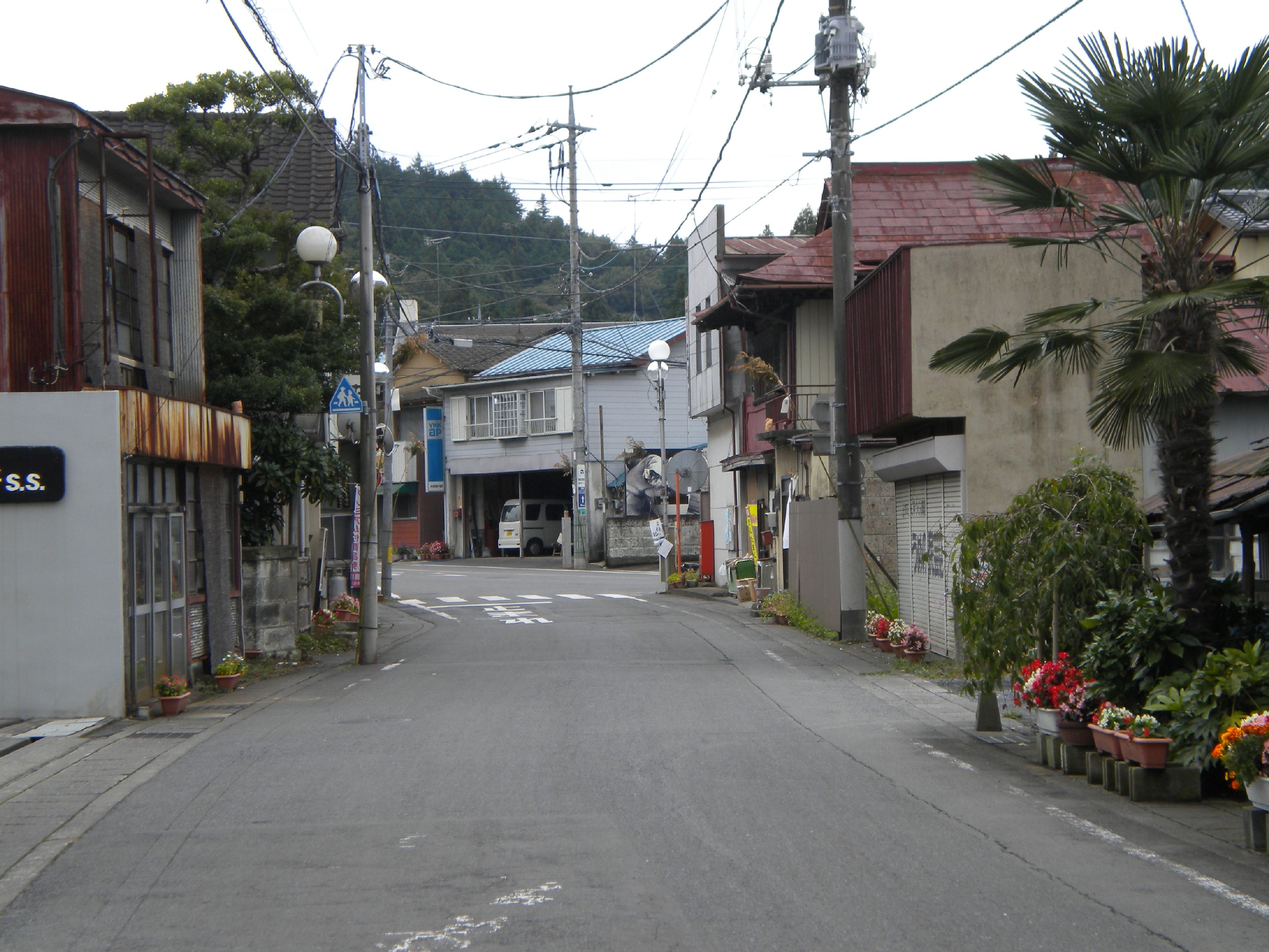
終点付近より始点方面を望む

栃木県道108号益子停車場線（とちぎけんどう108ごう ましこていしゃじょうせん）は、栃木県芳賀郡益子町に位置する一般県道である。

## 概要
益子町市街地を東西に貫く県道つくば益子線から分岐し、益子町の玄関口である真岡鐵道真岡線 益子駅までを結ぶ路線。益子駅には関東自動車の路線バスが乗り入れており、宇都宮市と益子町を結ぶバスが本路線を経由している。

## 路線データ
- 総延長：0.093km[1]
- 実延長：0.093km[1]
- 起点：栃木県芳賀郡益子町大字益子（益子停車場）
- 終点：栃木県芳賀郡益子町大字益子（茨城県道・栃木県道41号つくば益子線交点）
- 認定：1961年（昭和36年）4月1日

## 沿線施設
- 真岡鐵道真岡線 益子駅

## 歴史
- 1961年（昭和36年）4月1日 - 一般県道として認定。